# Kyle MacLachlan
Kyle Merritt MacLachlan (/məˈglɒklən/; né McLachlan, Yakima, 22 de febrer de 1959) és un actor estatunidenc. És conegut sobretot pel seu paper de Dale Cooper a Twin Peaks (1990-1991; 2017) i la seva pel·lícula precuela Twin Peaks: Els últims dies de Laura Palmer (1992), així com pels papers en dues de les pel·lícules de David Lynch: Paul Atreides a Dune (1984) i Jeffrey Beaumont a Vellut blau (1986). Entre els altres papers de MacLachlan, Lloyd Gallagher a Ocult (1987), Ray Manzarek a The Doors (1991), Cliff Vandercave a The Flintstones (1994), Zack Carey a Showgirls (1995) i la veu del pare de Riley a Del revés (2015).
Ha tingut papers destacats en sèries de televisió, com ara Trey MacDougal a Sex and the City (2000-2002), Orson Hodge a Desperate Housewives (2006-2012), The Captain (el Capità) a How I Met Your Mother (2010-2014), l'alcalde de Portland a Portlandia (2011-2018) i Calvin Johnson a Marvel's Agents of SHIELD (2014-2015).
MacLachlan ha guanyat un Globus d'Or al millor actor en sèrie de televisió dramàtica (1990), i va ser nominat a la mateixa categoria el 2017, per interpretar el paper de Dale Cooper a Twin Peaks. També ha estat nominat a dos premis Emmy per Twin Peaks.

## Primers anys de vida
MacLachlan va néixer com Kyle Merritt McLachlan (posteriorment va canviar l'ortografia del seu nom per reflectir la seva herència escocesa), a l'Hospital Memorial Yakima Valley de Yakima, Washington. La seva mare, Catherine (née Stone; 1934-1986), era directora de relacions públiques d'un districte escolar i mestressa de casa que participava activament en programes d' arts comunitàries. El seu pare, Kent Alan McLachlan (1933-2011), era corredor de borsa i advocat. Kyle té ascendència escocesa, còrnica i alemanya. Va créixer a Yakima, el gran de tres nois. Els seus dos germans menors, Craig i Kent Jr., viuen a la zona de Seattle. MacLachlan es va graduar a l'Eisenhower High School de Yakima. La seva mare va deixar el seu pare quan tenia 17 anys, i els seus pares es van divorciar en el seu últim any de batxillerat el 12 d'octubre de 1977.
MacLachlan va ser introduït a la interpretació escènica per la seva mare quan es va convertir en directora d’un programa de teatre juvenil per a joves que va ajudar a muntar a Yakima. També el va enviar a classes de piano dels 9 als 14 anys, quan també va començar a estudiar cant clàssic. Mentre estava a l’institut, va actuar en obres de teatre i musicals de classe, actuant en la seva primera obra als 15 anys. Durant el seu darrer any, MacLachlan va interpretar el paper principal de Brindsley Miller en una producció de l'obra d'un sol acte de Peter Shaffer Black Comedy i també va actuar com Henry Higgins a My Fair Lady. El 1982 es va graduar cum laude amb un BFA en drama a la Universitat de Washington (UW), com estudiant del Programa de Formació d'Actors Professionals. Inicialment es va planejar graduar-se en negocis i també va estudiar cant clàssic a la UW, però va canviar el seu enfocament cap a l'actuació.

## Carrera

### Anys vuitanta
La primera pel·lícula en què va treballar MacLachlan va ser The Changeling (1980), una part de la qual es va rodar al campus de la Universitat de Washington. Se li va pagar 10 dòlars per fer de figurant.
L'estiu de 1981, després del seu segon any de carrera a la universitat, va interpretar el paper principal en tres papers a l'Old Lyric Repertory Theatre de Logan, Utah i l'estiu següent amb l' Oregon Shakespeare Festival a Ashland, Oregon.
MacLachlan va debutar al cinema a Dune (1984) amb el paper protagonista de Paul Atreides. Mentre estava a la universitat, MacLachlan va aparèixer a Tartuffe de Molière en un teatre de la zona de Seattle. Un agent de càsting per al productor de Dune, Dino de Laurentiis, buscava un actor jove per protagonitzar la pel·lícula i diverses persones van recomanar MacLachlan. Després de diverses proves de pantalla, el va aconseguir amb el director David Lynch, ajudat pels seus antecedents comuns del nord-oest del Pacífic, i va aconseguir el paper.
Després que Dune fracassés i rebés males crítiques, a MacLachlan li va costar trobar feina. Es va traslladar a Los Angeles el 1985, i va fer una audició per a diverses pel·lícules, inclosa Top Gun, però no va aconseguir cap paper, deixant finalment el seu agent, Creative Artists Agency.
Finalment, Lynch va escollir MacLachlan pel paper protagonista de Jeffrey Beaumont a Vellut Blau (1986), que va rebre una resposta més positiva. Va protagonitzar la pel·lícula d’acció de ciència-ficció Ocult de 1987 com a l'agent del FBI Lloyd Gallagher.

### Anys noranta

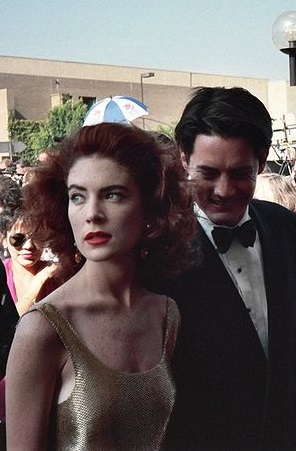
MacLachlan i Lara Flynn Boyle arribant al 43ens Premis Emmy Primetime l’agost de 1991

MacLachlan va col·laborar novament amb Lynch a la sèrie de televisió d'ABC Twin Peaks (1990–91), interpretant a l'agent especial Dale Cooper, reprenent aquest paper per a la pel·lícula de Lynch de 1992, Peaks: Els últims dies de Laura Palmer. Lynch va comentar aquests papers en una història de GQ sobre MacLachlan: "Kyle interpreta a innocents interessats en els misteris de la vida. És la persona amb qui confies prou per entrar en un món estrany". MacLachlan també va dir que considerava Lynch un dels seus mentors que va tenir un "impacte monumental" en ell.

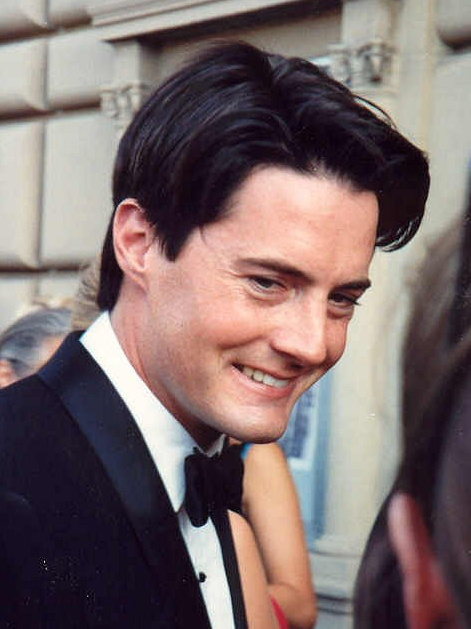
MacLachlan als premis Emmy del 1991

MacLachlan va aparèixer com el músic Ray Manzarek a la pel·lícula The Doors d'Oliver Stone de 1991, sobre la banda del mateix nom. Anteriorment havia rebutjat l’oferta de Stone per interpretar a Chris a la pel·lícula Platoon de 1986, que finalment va anar a parar a Charlie Sheen. A la versió cinematogràfica de 1993 de The Trial de Franz Kafka, amb guió de Harold Pinter, MacLachlan va interpretar el paper principal del perseguit Josef K.
MacLachlan va coprotagonitzar la pel·lícula contra el Mur d'HBO de John Frankenheimer el 1994, guanyadora de l'Emmy, al costat de Samuel L. Jackson com un novell guàrdia de la presó en els disturbis de la presó d'Attica. El 1994, també va aparèixer a The Flintstones, una adaptació de la pel·lícula d’acció en viu de la sitcom animada d'Els Picapedra, interpretant a Cliff Vandercave, l’antagonista principal de la pel·lícula, al costat de John Goodman i Rick Moranis. Va interpretar el paper d’un assassí a Tales from the Crypt, el 1991.
El 1995 MacLachlan va protagonitzar Showgirls de Paul Verhoeven. La pel·lícula va rebre crítiques dures i va recollir un rècord de set premis Golden Raspberry. MacLachlan recorda que quan va veure Showgirls per primera vegada abans de l'estrena, va pensar que era "horrible". Però més tard es va adonar que la pel·lícula era "involuntàriament divertida" i la va abraçar pel seu esperit camp. Segons MacLachlan, tot i que va saltar-se la roda de premsa de la pel·lícula, havia estat assegut durant tota la projecció, contràriament als informes de que va sortir.

### Anys 2000
Del 2000 al 2002, MacLachlan va tenir un paper recurrent a la sèrie de televisió nord-americana Sex and the City, interpretant al doctor Trey MacDougal, el marit de Charlotte York (Kristin Davis). MacLachlan va interpretar al rei Claudi a la pel·lícula Hamlet de 2000 basada en l'obra de William Shakespeare. Al videojoc Grand Theft Auto III llançat el 2001, va donar veu al personatge del desenvolupador immobiliari sociopàtic Donald Love. El 2002 va debutar al West End a l'obra On a Average Day de John Kolvenbach amb Woody Harrelson.

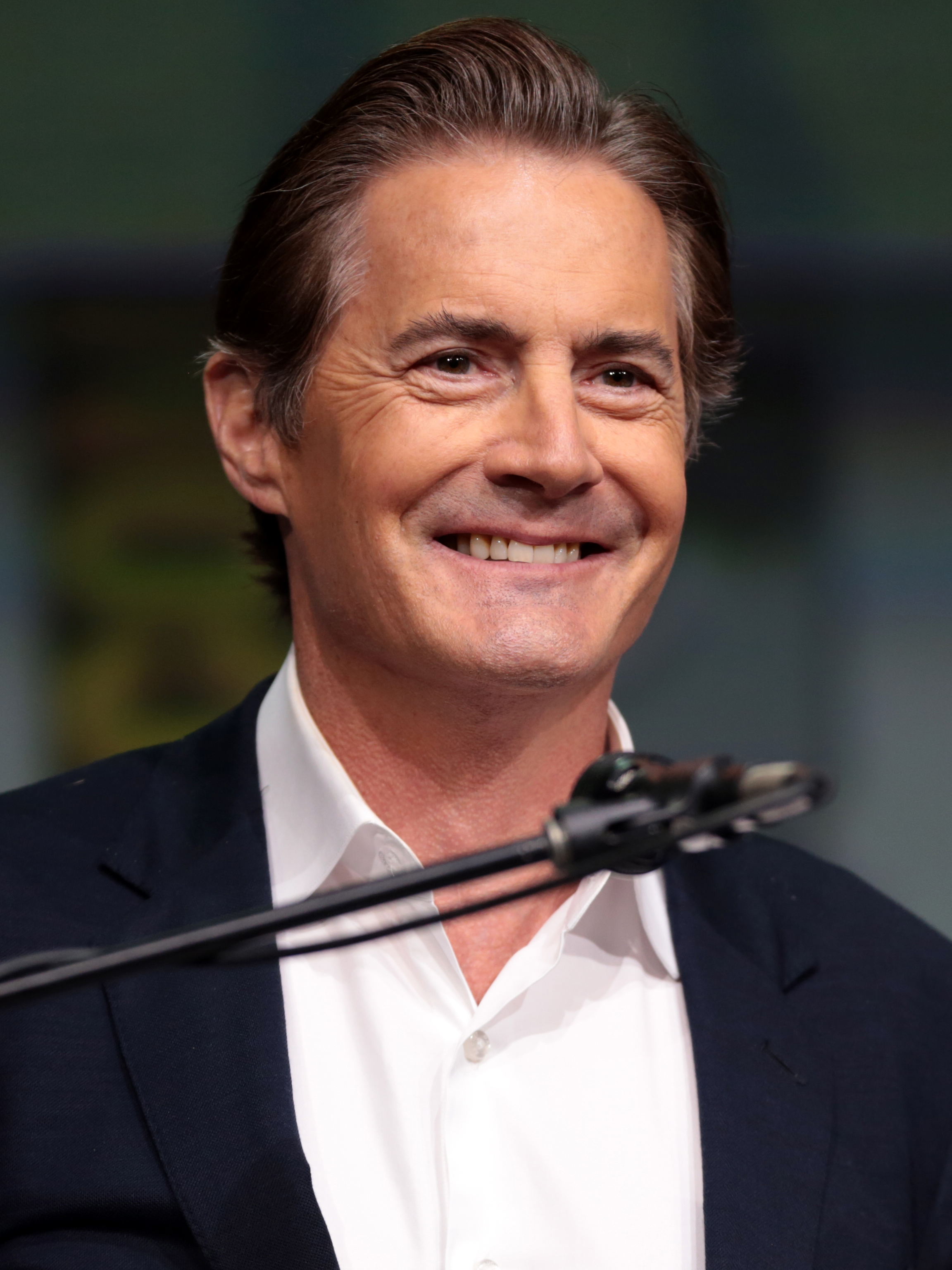
MacLachlan a la Comic-Con de San Diego 2017

El 2003, MacLachlan va fer el seu debut a Broadway com Aston a The Caretaker de Harold Pinter amb Patrick Stewart. Va encarnar l'esperit de Cary Grant a la pel·lícula Touch of Pink de 2004. La seva semblança amb Grant s'havia assenyalat anteriorment en un episodi de Twin Peaks. Aquell mateix any també va tenir un paper de convidat a Law &amp; Order: Special Victims Unit, en què va interpretar a un psiquiatre que va disparar i matar un nen sociòpata que havia assassinat el seu fill. Va tornar a ser estrella convidada de la sèrie el 2011, com a polític el fill del qual està involucrat en una acusació per violació.
El 2006, després de protagonitzar el curtmetratge In Justice, MacLachlan va aparèixer a Desperate Housewives com el misteriós dentista Orson Hodge. Va aparèixer per primera vegada durant la segona temporada del programa i es va convertir en membre del repartiment a temps complet al començament de la tercera temporada. El 2007, MacLachlan va ser un dels presentadors dels concerts benèfics Live Earth a Londres. Va aparèixer a la pel·lícula de 2008 The Sisterhood of the Traveling Pants 2. A la versió anglesa de la pel·lícula d'animació noruega Free Jimmy de 2006, estrenada el 2008, va posar la veu al personatge de "Marius", un activista defensor dels drets dels animals.

### Anys 2010
El 2010, després de quatre anys interpretant a Orson Hodge, MacLachlan va decidir abandonar Desperate Housewives quan trobava cada dia més difícil el desplaçament des de casa seva a la ciutat de Nova York fins al plató de Los Angeles des que va ser pare el 2008. No obstant, va tornar com a estrella convidada el 2012 per a la vuitena temporada, l'última temporada de Desperate Housewives. També va actuar com "The Captain" a la temporada 6, 8 i 9 de How I Met Your Mother a partir del 2010 i amb la seva última aparició el 2014.
Des del 2011 fins al 2018, va interpretar el paper d’alcalde de Portland, Oregon, a la comèdia Portlandia d'IFC. Després del final de la curta sèrie del 2012 Made in Jersey, on va actuar com a l'advocat Donovan Stark, va ser escollit com a estrella convidada a The Good Wife. El 2013 i el 2014 va aparèixer com a fiscal Josh Perotti en quatre episodis de The Good Wife. El 2014 i el 2015 va aparèixer a la sèrie de televisió del Marvel Cinematic Universe Marvel's Agents of S.H.I.E.L.D. com el supervillà Calvin Zabo / The Doctor. El 2015 va donar veu al pare del personatge principal a la pel·lícula animada Pixar Del revés. Al gener de 2015, es va anunciar que MacLachlan tornaria a ser l'agent especial Dale Cooper per a la nova sèrie limitada de televisió Twin Peaks, que es va estrenar el 21 de maig de 2017. En una entrevista, MacLachlan va dir que no ho entén tot de Twin Peaks i que els fans ho entenen molt més que ell.
El 2018, MacLachlan protagonitza l’antagonista principal Isaac Izard a la pel·lícula familiar de terror-fantasia The House with a Clock in its Walls.

### Vinificació
Amant del vi dedicat, Kyle és soci del vinyer Eric Dunham a Pursued by Bear, una etiqueta de Dunham Cellars a Walla Walla, Washington que va començar el 2005. El nom, suggerit durant el sopar per Fred Savage, prové d'una direcció d'escena ("Exit, pursued by a bear" ["Sortir, perseguit per un ós"]) al Conte de l'hivern de Shakespeare. Es considera una de les etiquetes de vins més ben valorades de Washington. Pursued By Bear ven cinc vins: Twin Bear, Pursued by Bear, Baby Bear, Blushing Bear i Bear Cub.

## Vida personal

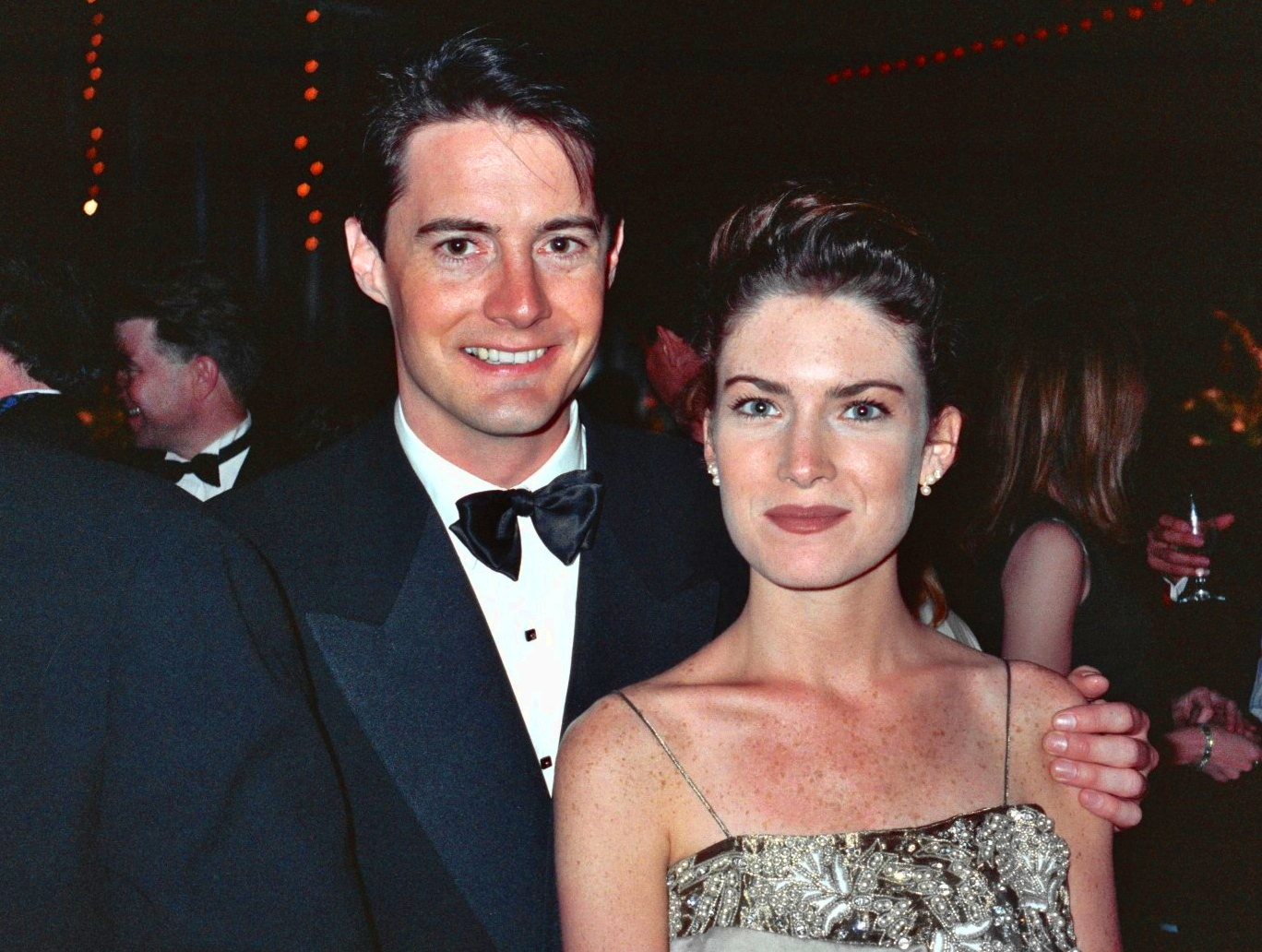
MacLachlan amb l'actriu Lara Flynn Boyle, als premis Emmy del 1990

MacLachlan va quedar devastat quan la seva mare va morir de càncer d'ovari el 1986, als 53 anys, poc abans de l'estrena de Vellut blau. Ella havia estat diagnosticada mentre filmava Dune el 1983 i va trigar en informar-lo del diagnòstic. El seu pare va morir de complicacions postoperatòries el 2011.
Va estar en una relació amb la coestrella de Vellut blau, Laura Dern, durant tres anys i mig del 1985 al 1989. Posteriorment, va estar en una relació amb la co-protagonista de Twin Peaks, Lara Flynn Boyle, durant dos anys i mig. El 1992, després de finalitzar la seva relació amb Boyle, va començar una relació amb la supermodel Linda Evangelista després de conèixer-se en una sessió fotogràfica que van fer junts per Barneys New York. Segons MacLachlan, havien estat compromesos durant uns quants anys quan la seva relació de sis anys va acabar el 1998.
Un any després, va conèixer i va iniciar una relació amb la publicista Desiree Gruber. Gruber dirigeix la seva pròpia agència de relacions públiques; es va convertir en productora executiva de Project Runway el 2004. MacLachlan es va traslladar a la ciutat de Nova York perquè filmava Sex and the City i Gruber hi tenia la seu. Es van casar el 20 d'abril de 2002. El seu fill va néixer el 2008. La família té residències a Los Angeles i a Nova York.

## Filmografia

### Cinema
| Any  | Títol                                       | Paper                         | Notes             |
| ---- | ------------------------------------------- | ----------------------------- | ----------------- |
| 1984 | Dune                                        | Paul Atreides                 |                   |
| 1986 | Vellut blau                                 | Jeffrey Beaumont              |                   |
| 1987 | Ocult                                       | Lloyd Gallagher               |                   |
| 1990 | Don't Tell Her It's Me                      | Trout                         |                   |
| 1991 | The Doors                                   | Ray Manzarek                  |                   |
| 1992 | Where the Day Takes You                     | Ted                           |                   |
| 1992 | Twin Peaks: Els últims dies de Laura Palmer | Special Agent Dale Cooper     |                   |
| 1992 | Rich in Love                                | Billy McQueen                 |                   |
| 1993 | The Trial                                   | Josef K.                      |                   |
| 1994 | The Flintstones                             | Clifford "Cliff" Vandercave   |                   |
| 1995 | Showgirls                                   | Zack Carey                    |                   |
| 1996 | The Trigger Effect                          | Matthew Kay                   |                   |
| 1996 | Encantat de matar-te                        | Jake Parker                   |                   |
| 1997 | One Night Stand                             | Vernon Rivers                 |                   |
| 2000 | XChange                                     | James Fisk / Stuart Toffler 2 |                   |
| 2000 | Hamlet                                      | Claudius                      |                   |
| 2000 | Timecode                                    | Bunny Drysdale                |                   |
| 2001 | Me Without You                              | Daniel                        |                   |
| 2001 | Perfume                                     | Business Manager              |                   |
| 2002 | Miranda                                     | Nailor                        |                   |
| 2003 | Northfork                                   | Mr. Hope                      |                   |
| 2004 | Un toc de rosa                              | Esperit de Cary Grant         |                   |
| 2008 | Free Jimmy                                  | Marius                        | doblatge anglès   |
| 2008 | Justice League: The New Frontier            | Kal-El/Clark Kent/Superman    | Veu Directe a DVD |
| 2008 | The Sisterhood of the Traveling Pants 2     | Bill Kerr                     | No acreditat      |
| 2009 | L'últim ballarí de Mao                      | Charles C. Foster             |                   |
| 2009 | The Smell of Success                        | Jimmy St James                |                   |
| 2011 | Peace, Love &amp; Misunderstanding          | Mark                          |                   |
| 2013 | Breathe In                                  | Peter Sebeck                  |                   |
| 2015 | Del revés                                   | Mr. Anderson                  | Veu               |
| 2015 | Riley's First Date?                         | Mr. Anderson                  | Veu Curtmetratge  |
| 2018 | Giant Little Ones                           | Ray Winter                    |                   |
| 2018 | The House with a Clock in Its Walls         | Isaac Izard                   |                   |
| 2019 | High Flying Bird                            | David Seton                   |                   |
| 2019 | The Staggering Girl                         | Matteo / Bruno / Angelo       | Curtmetratge      |
| 2020 | Tesla                                       | Thomas Edison                 |                   |
| 2020 | Capone                                      | Karlock                       |                   |
| TBA  | Confess, Fletch                             |                               | Filmant           |

### Pel·lícules de televisió
| Any  | Títol                              | Paper           | Notes |
| ---- | ---------------------------------- | --------------- | ----- |
| 1989 | Dream Breakers                     | Bobby O'Connor  |       |
| 1994 | Contra el mur                      | Michael Smith   |       |
| 1994 | Roswell                            | Jesse A. Marcel |       |
| 1996 | Moonshine Highway                  | Jed Muldoon     |       |
| 1997 | Windsor Protocol                   | Sean Dillon     |       |
| 1998 | Thunder Point                      | Sean Dillon     |       |
| 1998 | Route 9                            | Booth Parker    |       |
| 2000 | The Spring                         | Dennis Conway   |       |
| 2004 | The Librarian: Quest for the Spear | Edward Wilde    |       |
| 2005 | Mysterious Island                  | Cyrus Smith     |       |

### Sèries de televisió
| Any       | Títol                                 | Paper                           | Notes                                           |
| --------- | ------------------------------------- | ------------------------------- | ----------------------------------------------- |
| 1990–1991 | Twin Peaks                            | Dale Cooper                     | 30 episodis                                     |
| 1990      | Saturday Night Live                   | El mateix (convidat)            | Episode: "Kyle MacLachlan/Sinead O'Connor"      |
| 1990      | The American Experience               | Narrador                        | Episodi: "Insanity on Trial"                    |
| 1991      | Tales from the Crypt                  | Earl Raymond Digs               | Episodi: "Carrion Death"                        |
| 1995      | La conversa                           | Harry Caul                      | Pilot                                           |
| 1998      | The Invisible Man                     | Jack Griffin                    | Pilot                                           |
| 2000–2002 | Sex and the City                      | Trey MacDougal                  | 23 episodis                                     |
| 2002      | Jo                                    | N/D                             | Pilot                                           |
| 2004      | Law &amp; Order: Special Victims Unit | Dr. Brett Morton                | Episodi: "Conscience"                           |
| 2006      | In Justice                            | David Swain                     | 13 episodis                                     |
| 2006–2012 | Desperate Housewives                  | Orson Hodge                     | 85 episodis                                     |
| 2010–2014 | How I Met Your Mother                 | George Van Smoot / The Captain  | 7 episodis                                      |
| 2011      | The Doctor                            | Jason                           | Pilot                                           |
| 2011      | Law &amp; Order: Special Victims Unit | Andrew Raines                   | Episodi: "Blood Brothers"                       |
| 2011–2018 | Portlandia                            | Mayor of Portland               | 24 episodis                                     |
| 2012      | Made in Jersey                        | Donovan Stark                   | 8 episodis                                      |
| 2013–2014 | The Good Wife                         | Josh Perotti                    | 4 episodis                                      |
| 2014      | Believe                               | Roman Skouras                   | 12 episodis                                     |
| 2014–2015 | Marvel's Agents of S.H.I.E.L.D.       | Calvin Johnson / The Doctor     | 13 episodis                                     |
| 2016      | Gravity Falls                         | Bus Driver (veu)                | Episodi: "Weirdmageddon 3: Take Back the Falls" |
| 2017      | Twin Peaks                            | Dale Cooper                     | 18 episodis                                     |
| 2018      | American Dad!                         | Del (veu)                       | Episodi: "Paranoid Frandroid"                   |
| 2019–2020 | Carol's Second Act                    | Dr. Frost                       | 18 episodis                                     |
| 2020      | How to With John Wilson               | Ell mateix (no acreditat)       | Episodi: "How to Make Small Talk"               |
| 2020      | Atlantic Crossing                     | President Franklin D. Roosevelt | 8 episodis                                      |
| TBA       | Joe Exotic                            | Howard Baskin                   | Sèrie limitada                                  |

### Videojocs
| Any  | Títol                | Paper de veu                        |
| ---- | -------------------- | ----------------------------------- |
| 2001 | Grand Theft Auto III | Donald Love, convidat de Chatterbox |

### Teatre
| Any       | Títol                  | Paper          | Notes                     |
| --------- | ---------------------- | -------------- | ------------------------- |
| 1983      | Tartuffe               | Damis          | Empty Space Theatre       |
| 1988      | The Palace of Amateurs | Terrence Beebe | Minetta Lane Theatre      |
| 2002      | On An Average Day      | Jack           | Harold Pinter Theatre     |
| 2003–2004 | The Caretaker          | Aston          | American Airlines Theatre |

## Premis i nominacions
| Any  | Associació                     | Categoria                                                    | Obra nominada                      | Resultat  | Ref.          |
| ---- | ------------------------------ | ------------------------------------------------------------ | ---------------------------------- | --------- | ------------- |
| 1990 | Premis Emmy Primetime          | Actor principal destacat en una sèrie dramàtica              | Twin Peaks                         | Nominat   |               |
| 1991 | Premis Emmy Primetime          | Actor principal destacat en una sèrie dramàtica              | Twin Peaks                         | Nominat   |               |
| 1991 | Premis Globus d’Or             | Millor actor - Drama de sèries de televisió                  | Twin Peaks                         | Guanyador |               |
| 1991 | Viewers for Quality Television | Millor actor d’una sèrie dramàtica de qualitat               | Twin Peaks                         | Nominat   |               |
| 1996 | Premis Golden Raspberry        | El pitjor actor                                              | Showgirls                          | Nominat   |               |
| 2005 | Premis Genie                   | Millor actor secundari                                       | Un toc de rosa                     | Nominat   |               |
| 2005 | Premis Saturn                  | Millor actor secundari de televisió                          | The Librarian: Quest for the Spear | Nominat   |               |
| 2007 | Premis del Sindicat d’Actors   | Interpretació destacada d’un conjunt en una sèrie de comèdia | Desperate Housewives               | Nominat   |               |
| 2008 | Premis del Sindicat d’Actors   | Interpretació destacada d’un conjunt en una sèrie de comèdia | Desperate Housewives               | Nominat   |               |
| 2009 | Premis del Sindicat d’Actors   | Interpretació destacada d’un conjunt en una sèrie de comèdia | Desperate Housewives               | Nominat   |               |
| 2018 | Premis Globus d’Or             | Millor actor: minisèrie o pel·lícula de televisió            | Twin Peaks                         | Nominat   | [ 66 ] [ 67 ] |
| 2018 | Premis Dorian                  | Actuació televisiva de l'any: actor                          | Twin Peaks                         | Guanyador |               |
| 2018 | Premis Empire                  | Millor actor d'una sèrie de televisió                        | Twin Peaks                         | Nominat   |               |
| 2018 | Premis Saturn                  | Millor actor de televisió                                    | Twin Peaks                         | Guanyador |               |